# Moinina Fofana
Moinina Fofana (* 1950 im Nongoba Bullom-Chiefdom) ist ein ehemaliger sierra-leonischer Militärkommandeur und war in den 1990er Jahren führender Militär der paramilitärischen Einheiten Kamajors der Civil Defence Forces (CDF) im Bürgerkrieg in Sierra Leone.
Fofana musste sich wegen Menschenrechtsverletzungen und Kriegsverbrechen vor dem Sondergerichtshof für Sierra Leone verantworten. Sein Prozess begann, gemeinsam mit denen gegen Samuel Hinga Norman und Allieu Kondewa am 3. Juni 2004. Am 2. August 2007 wurden Fofana und Kondewa wegen Kriegsverbrechen und Mordes sowie weitere Verbrechen verurteilt. Fofana erhielten am 9. Oktober 2007 eine Haftstrafe von sechs Jahren. In einem Berufungsverfahren wurde die Strafe 2008 auf 15 Jahre zur Verbüßung im Mpanga-Gefängnis in Ruanda erhöht. Am 12. März 2015 wurde er zur Verbüßung seiner Reststrafe in offenem Vollzug in seine Heimat nach Bo gebracht.